# Liste der Botschafter der Vereinigten Staaten in Luxemburg
Liste der Botschafter der Vereinigten Staaten im Großherzogtum Luxemburg.
1903 wurde Stanford Newel der erste für Luxemburg akkreditierte Botschafter der Vereinigten Staaten, mit Residentur in Den Haag. Ab 1923 war Henry P. Fletcher, seinerzeit Botschafter der Vereinigten Staaten in Belgien auch für Luxemburg akkreditiert. Seit 1956 unterhalten die USA eine eigene Botschaft in Luxemburg. 

## Missionschefs

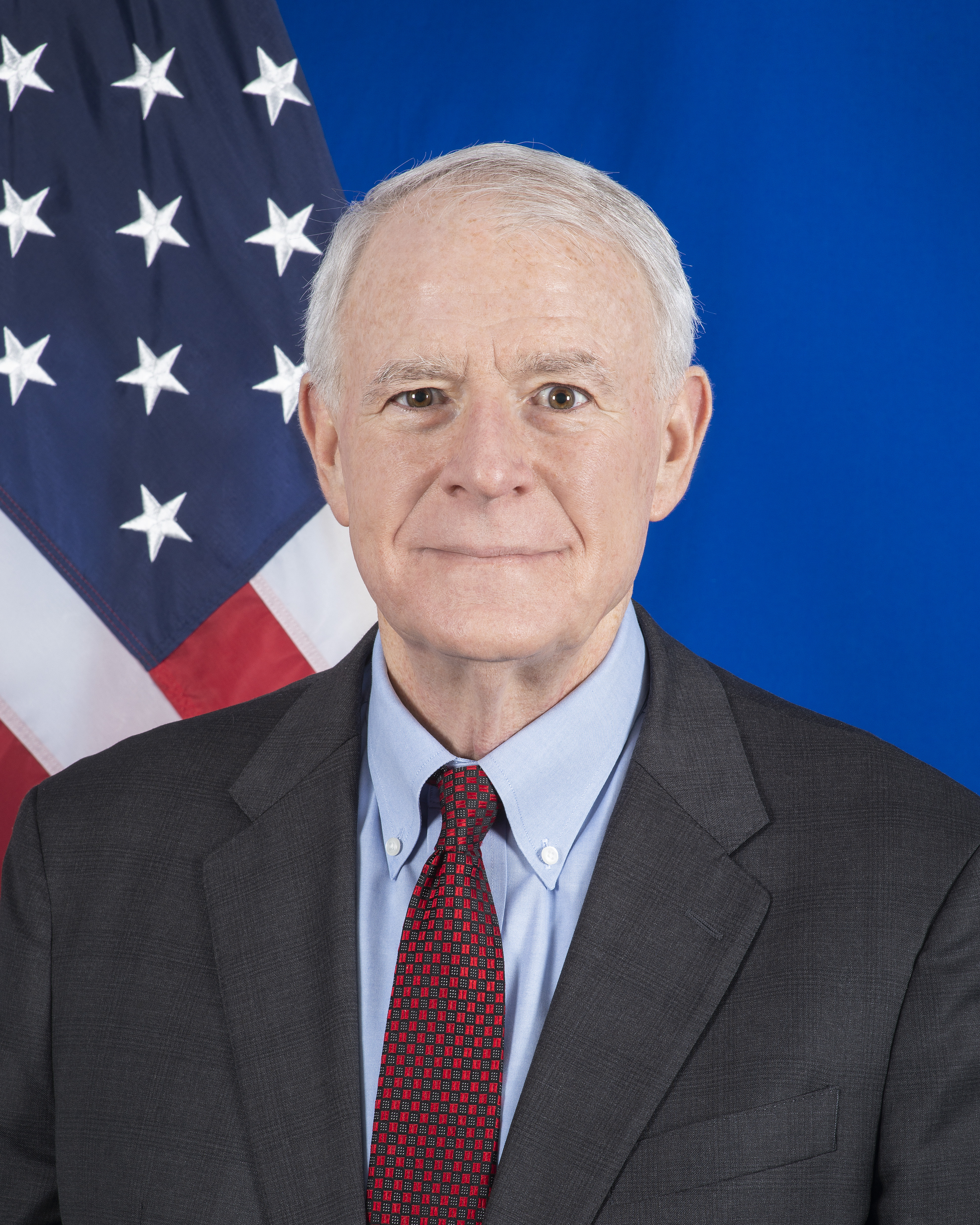
Tom Barrett, derzeitiger US-Botschafter in Luxemburg

- 1956–1956: Wiley T. Buchanan, Jr.
- 1957–1960: Vinton Chapin
- 1960–1961: A. Burks Summers
- 1961–1962: James Wine
- 1962–1965: William R. Rivkin
- 1965–1967: Patricia Roberts Harris
- 1967–1969: George J. Feldman
- 1969–1972: Kingdon Gould, Jr.
- 1973–1976: Ruth Lewis Farkas
- 1976–1977: Rosemary L. Ginn
- 1977–1981: James G. Lowenstein
- 1981–1985: John E. Dolibois
- 1985–1990: Jean Broward Shevlin Gerard
- 1990–1994: Edward Morgan Rowell
- 1994–1999: Clay Constantinou
- 1999–2001: James Hormel
- 2001–2002: Gerald Loftus
- 2002–2005: Peter Terpeluk, Jr.
- 2005–2009: Ann Wagner
- 2009–2011: Cynthia Stroum
- 2011–2015: Robert A. Mandell
- 2016–2017: David McKean
- 2018–2021: Randy Evans
- seit 2022: Tom Barrett